# 왕 연구소

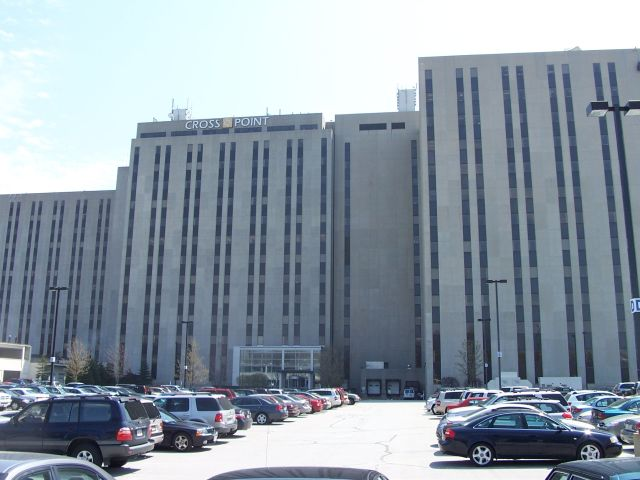
옛 왕 HQ (로웰)

왕 연구소(Wang Laboratories)는 왕 안과 G. Y. Chu가 1951년에 세운 컴퓨터 회사였다. 이 회사는 1954년에서 1963년까지 케임브리지에, 1963년부터 1976년까지는 트익스버리에, 끝으로 1976년부터 1997년까지 로웰에 본사를 두었다. 1980년대를 정점으로 왕 연구소는 30억 달러의 소득과 40,000명의 직원을 두었다.

## 역사
1965년에 LOCI 전자계산기를 개발하여 탁상용 계산기 시장을 열었다. 1973년에 왕 2200 소형 컴퓨터와 최첨단 1200 베이식 워드프로세서를 선보였다. 1976년에 브라운관 기반의 워드프로세서 소형 컴퓨터를 출시하였다. 1978년 왕 연구소는 32번째로 큰 컴퓨터 기업이 되었다.
이 기업의 비즈니스 전략과 제품 전략 모두 왕 안이 독자적으로 운영하였다. 1990년에 그가 사망할 때 왕 안은 유서를 적어 병원 테이프로 봉하였는데 CEO 리처드 밀러에게 어떤 일이 있어도 기업 이름을 본래대로 유지할 것을 부탁하는 내용이 들어 있었다.
시장은 워드프로세서에서 개인용 컴퓨터로 전환하기 시작하였고 상황이 어려워졌다. 왕 연구소도 개인용 컴퓨터를 생산하였지만 워드프로세서 시장은 지속적으로 감소하였다. 1989년까지 은행 대출 5억 7,500만 달러를 포함하여 15억 달러 이상의 빚을 얻었다. 끝내 왕 연구소는 1992년 8월에 파산 보호 신청을 냈다. 그 뒤 이 회사는 이름을 유지하여 달라는 왕 안의 개인적 유증을 지키지 못하고 왕 글로벌(Wang Global)로 이름이 바뀌었다. 1999년에 이 기업은 네덜란드의 게트로닉스사에 인수되었다.

## 워드 프로세서
- 왕 1200
- 왕 OIS

## PC 및 PC 기반 제품
- 오리지널 왕 PC
- IBM 호환 왕 PC
- 왕 노트북 컴퓨터
- 왕 프리스타일